# Michele Sterr
Michele Sterr (* 9. September 1957) ist eine österreichische Schauspielerin, Synchronsprecherin und Dialogbuchautorin.

## Leben
Michele Sterr spielte Ende der 1980er Jahre bis Ende der 1990er Jahre in mehreren Film- und Fernsehproduktionen. Seit Anfang der 1990er Jahre ist sie umfangreich in der Synchronisation tätig, so sprach sie über 360 Rollen im Bereich Film, Serien und Computerspiel. Zudem ist sie wiederholt als Dialogbuchautorin tätig, wie 2009 für die US-amerikanische Medical-Drama-Serie Hawthorne und 2022 für den Psychothriller Goodnight Mommy.
In den 1980er Jahren war Michele Sterr häufig Sprecherin im Computermagazin des Zündfunks.

## Filmografie (Auswahl)
- 1988: Zur Freiheit (Fernsehserie, Folge Endlich Erwachsen)
- 1988: Eddie, mein Liebling (Fernsehfilm) – Regie: Aysim C. Wolfmann
- 1989: Ein gemachter Mann (Fernsehfilm) – Regie: Manfred Grunert
- 1989: Eis – Regie: Berthold Mittermayr
- 1991: Unter Kollegen (Fernsehfilm) – Regie: Claus-Michael Rohne
- 1997: SOKO München (Fernsehserie, Folge Der synthetische Tod)
- 1992: Kinderspiele – Regie: Wolfgang Becker
- 1992: Der Bergdoktor (Fernsehserie, Folge Auferstehung)
- 1994: Der Fahnder (Fernsehserie, Folge Wer einmal lügt)
- 1995: Schwurgericht (Fernsehserie, Folge Der Höschenmörder)
- 1995: Kriminaltango (Fernsehserie, Folge Föhn)
- 1996: Verkehrsgericht (Fernsehserie, Folge Panik am Steuer)
- 1997: SOKO München (Fernsehserie, Folge Der falsche Mann)
- 1997: Solo für Sudmann (Fernsehserie, Folge Pharmastrich)
- 1999: Tatort: Starkbier – Regie: Peter Fratzscher

## Synchronrollen (Auswahl)

### Filme
- 1990: Kevin – Allein zu Haus (Home Alone) … für Dianne B. Shaw als Flughafenangestellte
- 1998: Halloween H20 (Halloween H20: Twenty Years Later) … für LisaGay Hamilton als Shirley „Shirl“ Jones
- 1998: Godzilla … für Arabella Field als Lucy Palotti
- 2001: Asterix erobert Rom (Les Douze Travaux d’Astérix) … für Odette Laure als Frau am Schalter 2 im Haus, das Verrückte macht
- 2003: Der unglaubliche Hulk (The Incredible Hulk) … für Susan Batson als Mrs. Maier
- 2011: Die Muppets (The Muppets) … für Matt Vogel als Camilla, das Huhn
- 2012: Die Logan Verschwörung (Erased) … für Simone-Élise Girard als Empfangsdame bei Halgate

### Serien
- 1990–1991: Miyuki … für Hiromi Tsuru als Miyuki Kashima
- 1991–1992: Im Land der fantastischen Drachen (Dungeons & Dragons) … für Tonia Gayle Smith als Diana, Prinzessin der Akrobatik
- 1997: Pepper Ann … für Clea Lewis als Nicky Anais Little
- seit 2001: South Park … für Mona Marshall als Linda Stotch
- 2004: Noir (ノワール, Nowāru) … für Aya Hisakawa als Chloe
- 2005: Slayers Excellent (スレイヤーズ　えくせれんと) … für Aya Hisakawa als Tatiana Diward
- 2017: Future Man … für Glenne Headly als Diane Futturman

### Computerspiele
- 1994: Wing Commander 3 … für Ginger Lynn als Rachel Coriolis
- 2002: 007: Nightfire